# RANBP9
La proteína de unión a RAN 9 (RANBP9) es una proteína codificada en humanos por el gen ranbp9.
Este gen codifica una proteína que se une a RAN, una proteína que une GTP perteneciente a la superfamilia Ras esencial en la translocación de ARN y ciertas proteínas a través del poro nuclear hacia el núcleo celular. RANBP9 también ha demostrado interaccionar con otras proteínas como los proto-oncogenes c-Met, HIPK2, el receptor androgénico y Cdk11.

## Interacciones
La proteína RANBP9 ha demostrado ser capaz de interaccionar con:
- c-Met[4]
- DYRK1B[5]
- USP11[6]
- DISC1[7]
- Receptor androgénico[8]
- Receptor de glucocorticoides[8]
- S100A7[9]
- HIPK2[10]
- MKLN1[11]